# Ernst von Hoiningen-Huene
Ernst Wilhelm Karl Maria Freiherr von Hoiningen-Huene (Unkel, 23. rujna 1849. – Darmstadt, 11. ožujka 1924.) je bio njemački general i vojni zapovjednik. Tijekom Prvog svjetskog rata zapovijedao je XIV. korpusom na Zapadnom bojištu, te obnašao dužnost guvernera Antwerpena.

## Vojna karijera
Ernst von Hoiningen-Huene rođen je 23. rujna 1849. u Unkelu u pruskoj plemićkoj obitelji. Sin je pruskog vijećnika Anselma Augusta von Hoiningena i Marie Longard. Gimnaziju pohađa u Unkelu, nakon čega u siječnju 1868. stupa u prusku vojsku služeći u 1. rajnskoj inženjerijskoj bojnoj u Koblenzu. Od rujna 1870. nalazi se na službi u 3. inženjerijskoj inspekciji u Strasbourgu, nakon čega od rujna 1872. pohađa Artiljersku i inženjerijsku školu. Po završetku iste, od rujna 1874. služi u 4. inženjerijskoj inspekciji u Metzu, nakon čega od ožujka 1876. služi u tvrđavi Friedrichsort, a od studenog te iste godine u tvrđavi Koblenz. U međuvremenu je, u lipnju 1876., unaprijeđen u čin poručnika. Od listopada 1877. pohađa Prusku vojnu akademiju, da bi potom od srpnja 1880. bio raspoređen na službu u 3. inženjerijsku inspekciju. U travnju 1882. promaknut je u čin satnika, te raspoređen na službu u Glavni stožer. U Glavnom stožeru služi do prosinca 1883. kada je premješten u stožer III. korpusa u Berlinu.    
U svibnju 1885. imenovan je vojnim atašeom u njemačkom veleposlanstvu u Londonu. Navedenu dužnost obnaša do listopada 1886. kada je imenovan na istu dužnost, ali u njemačkom veleposlanstvu u Parizu. Tog istog mjeseca je imenovan i pobočnikom cara Wilhelma I. U listopadu 1888. unaprijeđen je u čin bojnika, da bi potom, u ožujku 1891., bio imenovan načelnikom stožera 29. pješačke divizije u Freiburgu. U listopadu 1893. postaje zapovjednikom bojne u 132. pješačkoj pukovniji smještenoj u Strasbourgu, uz istodobno promaknuće u čin potpukovnika. U navedenoj pukovniji služi do kolovoza 1894. kada je imenovan načelnikom stožera XVI. korpusa sa sjedištem u Metzu. Čin pukovnika dostiže u ožujku 1897., a te iste godine postaje i zapovjednikom 1. tjelesne pješačke pukovnije u Darmstadtu. 
U veljači 1900. imenovan je zapovjednikom 53. pješačke brigade sa sjedištem stožera u Ulmu. Istodobno s tim imenovanjem unaprijeđen je u čin general bojnika. Predmetnom brigadom zapovijeda tri godine, do travnja 1903., kada postaje zapovjednikom 30. pješačke divizije u Strasbourgu, uz istodobno promaknuće u čin general poručnika. U rujnu 1907. unaprijeđen je u čin generala pješaštva, te imenovan zapovjednikom XIV. korpusa sa sjedištem u Karlsruheu. Navedenim korpusom zapovijeda i na početku Prvog svjetskog rata.

## Prvi svjetski rat
Na početku rata XIV. korpus kojim je zapovijedao Hoiningen nalazio se u sastavu 7. armije kojom je na Zapadnom bojištu zapovijedao Josias von Heeringen. Zapovijedajući navedenim korpusom sudjeluje u Bitci kod Mulhousea. Krajem rujna 1914. smijenjen je s mjesta zapovjednika XIV. korpusa na kojem mjestu ga je zamijenio Theodor von Watter, te premješten u pričuvu. Međutim, ponovno je reaktiviran u listopadu kada je imenovan guvernerom Antwerpena. Navedenu dužnost obnašao je do kraja rata. 

## Poslije rata
Nakon završetka rata, Hoiningen se povukao u Darmstadt gdje je i preminuo 11. ožujka 1924. godine u 75. godini života.

## Vanjske poveznice
(eng.) Ernst von Hoiningen-Huene na stranici Prussianmachine.com

(njem.) Ernst von Hoiningen-Huene na stranici Deutschland14-18.de

(njem.) Ernst von Hoiningen-Huene na stranici Leo-bw.de